# Niederrheinisches Motorradmuseum

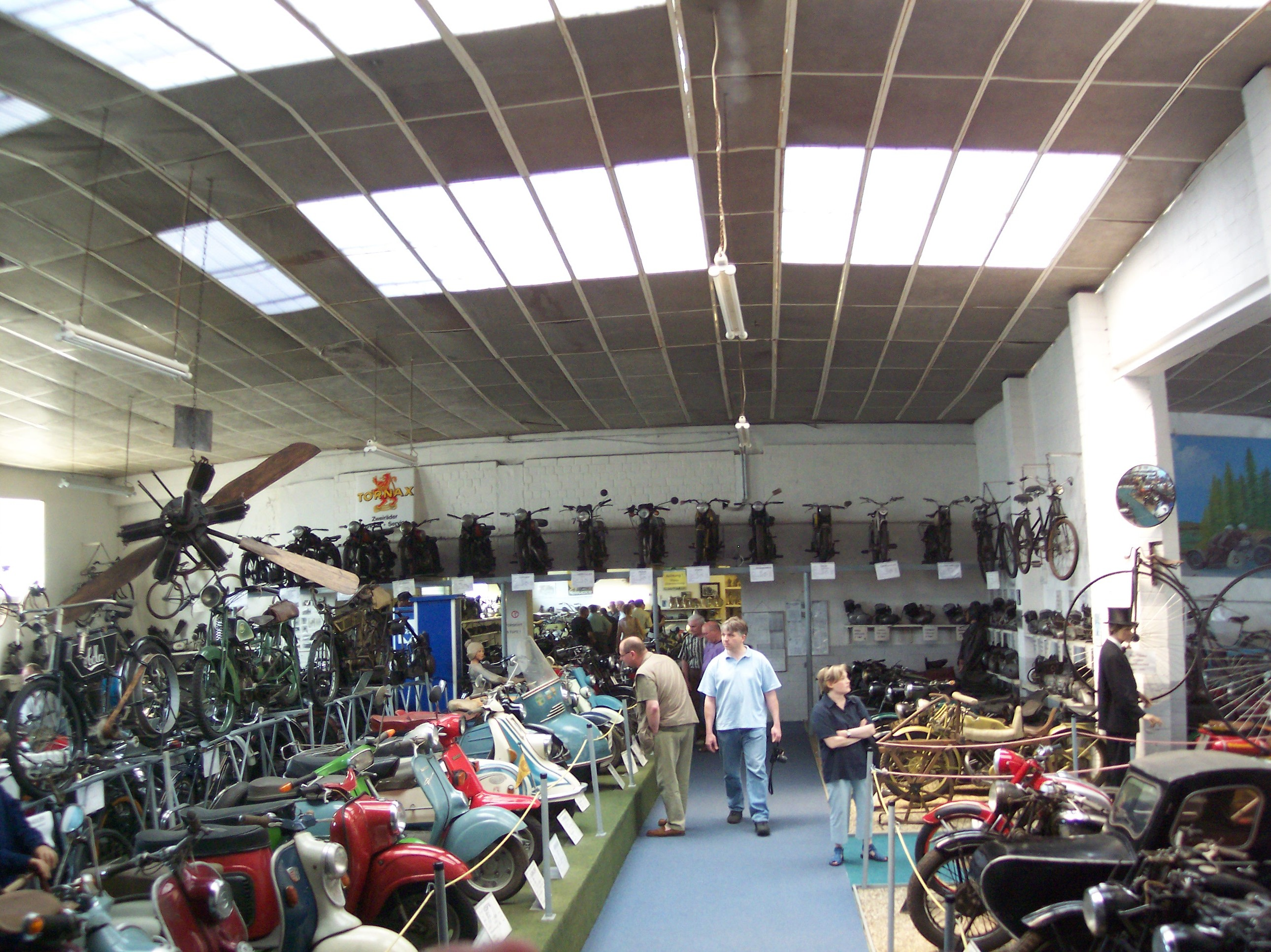
Innenansicht des Museums

Das Niederrheinische Motorradmuseum mit Sitz in Moers-Asberg war ein privat geführtes Motorradmuseum, das von 1985 bis 2008 bestand. 
Die Ausstellung umfasste gut 300 Motorräder und nochmal etwa dieselbe Anzahl an Motorradmotoren. In der Sammlung befanden sich außergewöhnliche Typen wie eine Hildebrand und Wolfmüller, eine weiße Mars, eine Mabeco oder ein D-Rad-Gespann mit Holzvergaser.
Das Museum wurde von Anton Schuth und seiner Frau Käthe geleitet. Nur zwei Tage nach dem 20. Geburtstag des Niederrheinischen Motorradmuseums am 26. Mai 2005 starb Anton Schuth. Anfang 2008 musste seine Witwe das Museum aus wirtschaftlichen Gründen schließen. Der größte Teil der Fahrzeuge wurde an ein Museum in den Niederlanden verkauft.